# إدوين آرثر جونز
إدوين آرثر جونز (بالإنجليزية: Edwin Arthur Jones)‏ هو ملحن أمريكي، ولد في 28 يونيو 1853، وتوفي في 9 يناير 1911.